# Hans-Werner Sinn
Hans-Werner Sinn (ur. 7 marca 1948 w Brake) – niemiecki ekonomista, prezes instytutu badań nad gospodarką Ifo Institut für Wirtschaftsforschung w Monachium (od lutego 1999), profesor ekonomii (ekonomia i finanse publiczne) na Uniwersytecie Ludwika i Maksymiliana w Monachium (od 1984). Sam określa się jako ordoliberał w duchu Ludwiga Erharda.

## Życiorys
Sinn ukończył ekonomię na Westfalskim Uniwersytecie Wilhelma w Münsterze (1972), a następnie przeniósł się na Uniwersytet w Mannheim, gdzie napisał doktorat (1978) i przeprowadził habilitację (1983). W latach 1978–1979, a następnie 1984–1985, wykładał na Uniwersytecie Zachodniego Ontario (w Kanadzie).
W 1984 objął profesurę na Uniwersytecie w Monachium (ekonomia i finanse publiczne). Od 1991 zajmuje stanowisko kierownika Center for Economic Studies (CES) przy monachijskim uczelni, a od lutego 1999 pełni funkcję prezesa instytutu badań nad gospodarką Ifo Institut für Wirtschaftsforschung z siedzibą w Monachium.
Sinn pracował nad zagadnieniami teorii ryzyka, cykli koniunkturalnych, długookresowego wzrostu gospodarczego i handlu zagranicznego. Obecnie zajmuje się również aktualnymi tematami polityki gospodarczej, między innymi kryzysem euro. Opowiada się za ordoliberalizmem w duchu Waltera Euckena, Alfreda Müllera-Armacka, Alexandra Rüstowa i Ludwiga Erharda – warunki konkurencji między podmiotami gospodarczymi muszą być kontrolowane przez państwo.
Sinn publikuje w fachowych czasopismach niemieckich i zagranicznych. Pisze także dla prasy, udziela wypowiedzi w radio i jest częstym gościem telewizyjnych programów publicystycznych. W rankingu najlepszych ekonomistów niemieckich opracowywanym przez gazetę Handelsblatt Sinn zajął w 2010 roku 6. miejsce. Według rankingu RePec z lipca 2011 Sinn był najczęściej cytowanym ekonomistą niemieckim.

## Wybrane publikacje
- Das Marxsche Gesetz des tendenziellen Falls der Profitrate. „Zeitschrift für die gesamte Staatswissenschaft”. 131, s. 646–696, 1975. [dostęp 2011-08-14]. (niem.).
- Ökonomische Entscheidungen bei Ungewißheit. Tübingen: J. C. B. Mohr (Paul Siebeck), 1990. ISBN 978-3-16-942702-4. [dostęp 2011-08-14]. (ang.). Brak numerów stron w książce
- A Rehabilitation of the Principle of Insufficient Reason. „Quarterly Journal of Economics”. 95, s. 493–506, 1980. (ang.).
- Stock-dependent Extraction Costs and the Technological Efficiency of Resource Depletion. „Zeitschrift für Wirtschafts- und Sozialwissenschaften”. 101, s. 507–517, 1981. (ang.).
- Economic Decisions under Uncertainty. Amsterdam, New York und Oxford: North Holland, 1983. (ang.). Brak numerów stron w książce
- Common Property Resources, Storage Facilities and Ownership Structures: A Cournot Model of the Oil Market. „Economica”. 51, s. 235–252, 1984. (ang.).
- Kapitaleinkommensbesteuerung. Eine Analyse der intertemporalen, internationalen und intersektoralen Allokationswirkungen. Tübingen: J. C. B. Mohr (Paul Siebeck), 1985. (niem.). Brak numerów stron w książce
- Capital Income Taxation and Resource Allocation. Amsterdam, New York, Oxford und Tokio: North Holland, 1987. (ang.). Brak numerów stron w książce
- Gradual Reforms of Capital Income Taxation (with P. Howitt). „American Economic Review”. 79, s. 106–124, 1989. (ang.).
- Kaltstart – Volkswirtschaftliche Aspekte der deutschen Vereinigung. Tübingen: Mohr-Siebeck, 1991. (niem.). Brak numerów stron w książce
- A Theory of the Welfare State. „Scandinavian Journal of Economics”. 97, s. 495–526, 1995. (ang.).
- The Selection Principle and Market Failure in Systems Competition. „Journal of Public Economics”. 66, s. 247–274, 1997. (ang.).
- The New Systems Competition. Oxford: Yrjö Jahnsson Lectures, Basil Blackwell, 2003. (ang.). Brak numerów stron w książce
- Ist Deutschland noch zu retten?. Econ Verlag, 2003. ISBN 978-3-430-18533-2. (niem.). Brak numerów stron w książce
- The Pay-as-you-go Pension System as a Fertility Insurance and Enforcement Device. „Journal of Public Economics”. 88, s. 1335–1357, 2004. (ang.).
- Mut zu Reformen (Fünfzig Denkanstöße für die Wirtschaftspolitik). München: 2004. (niem.). Brak numerów stron w książce
- Die Basar-Ökonomie. Econ Verlag, 2005. ISBN 978-3548369440. (niem.). Brak numerów stron w książce
- Das grüne Paradoxon: Plädoyer für eine illusionsfreie Klimapolitik. Econ Verlag, 2008. ISBN 978-3-430-20062-2. (niem.). Brak numerów stron w książce
- Risk-Taking, Limited Liability, and the Banking Crisis. Selected Reprints. München: ifo Institut, 2009. ISBN 978-3-88512-482-5. (ang.). Brak numerów stron w książce
- Der Kasino-Kapitalismus. Econ-Verlag, 2009. ISBN 978-3-430-20084-4. (niem.). Brak numerów stron w książce